# Okułowka (stacja kolejowa)
Okułowka (ros. Окуловка) – węzłowa stacja kolejowa w miejscowości Okułowka, w rejonie okułowskim, w obwodzie nowogrodzkim, w Rosji. Węzeł linii Petersburg – Moskwa z linią do Niebołczów.
Na stacji znajduje się lokomotywownia.

## Historia
Stacja powstała w XIX w. na Kolei Mikołajewskiej, pomiędzy stacjami Borowionka i Ugłowka.

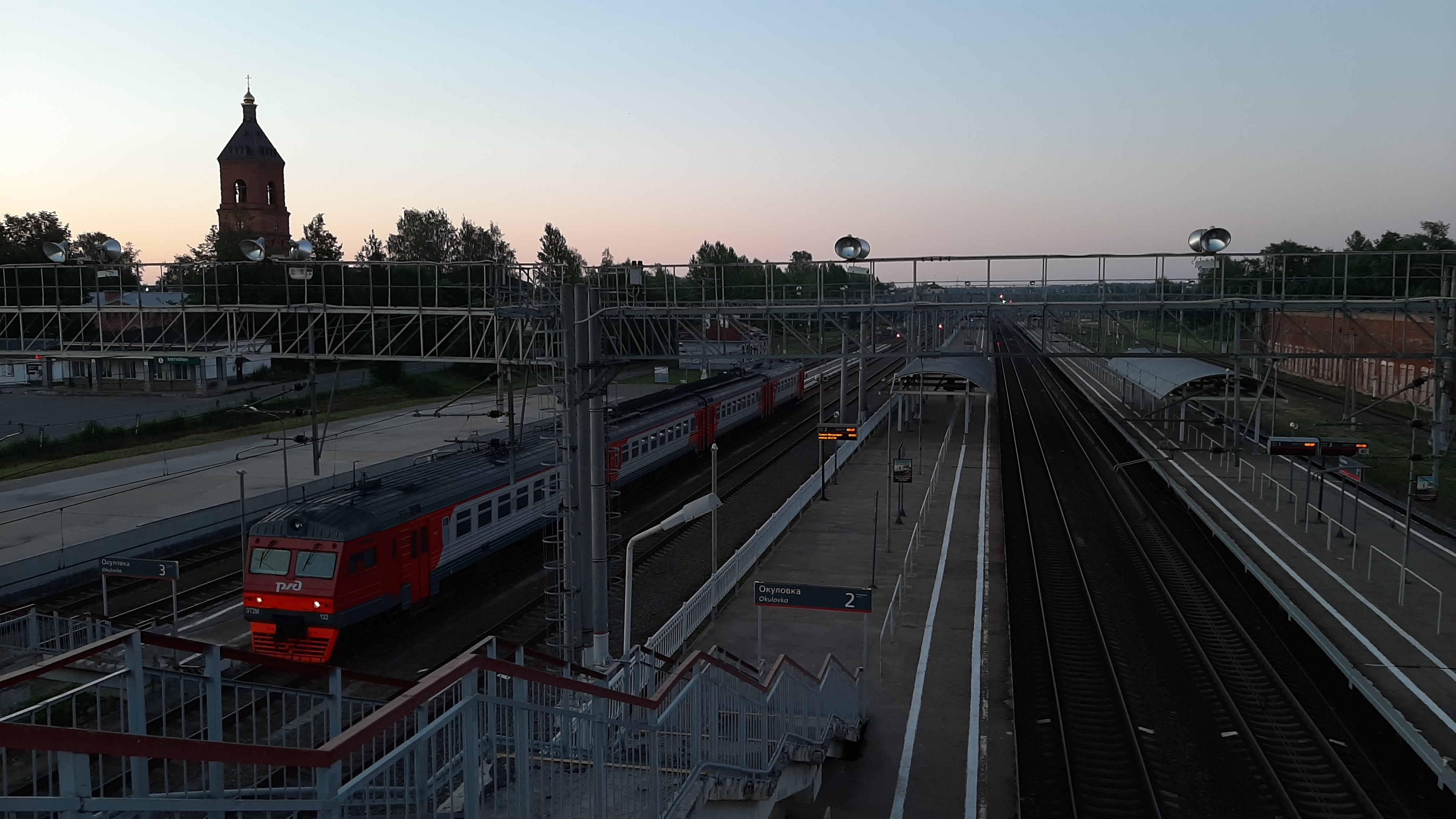
perony; widok w kierunku Moskwy
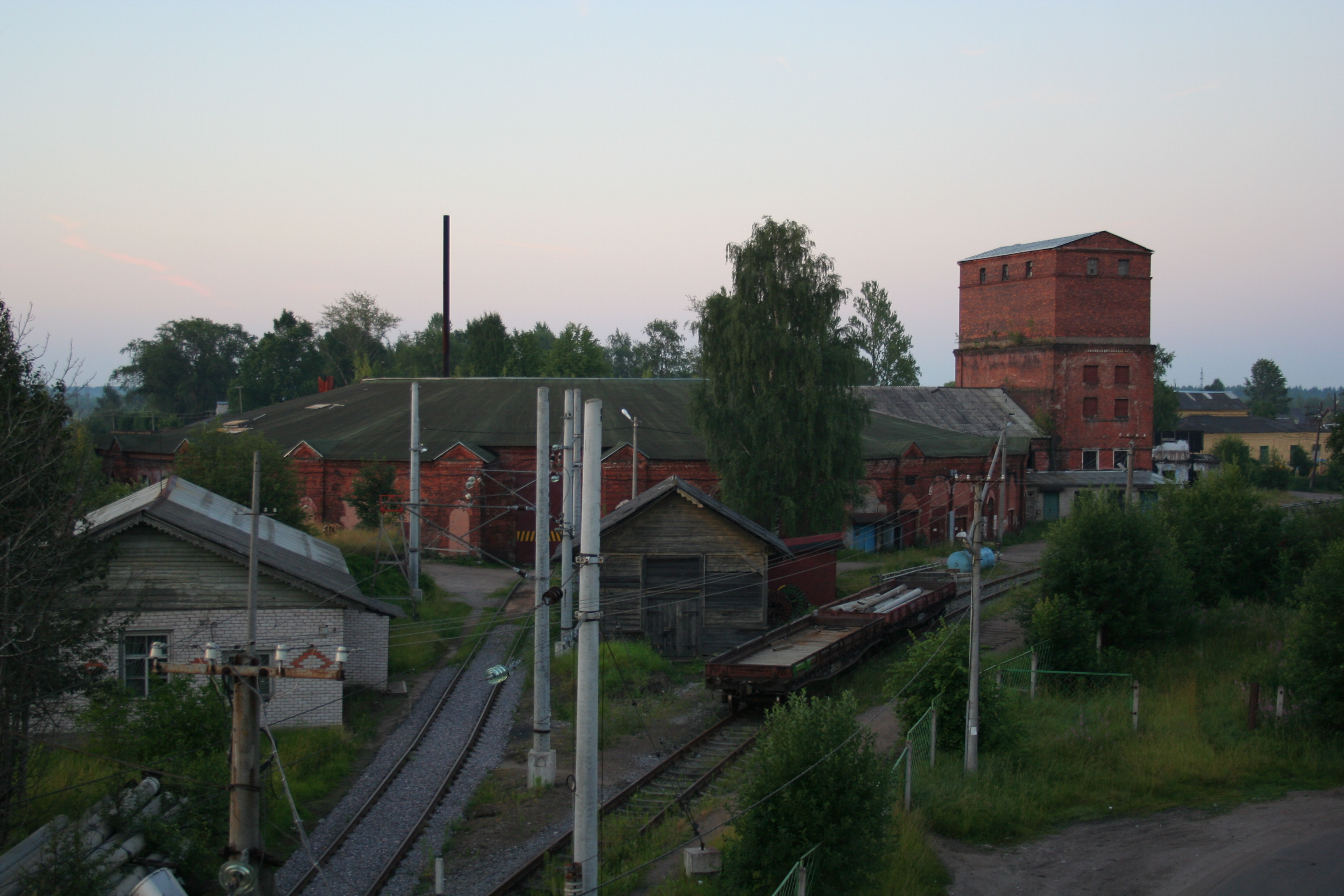
lokomotywownia
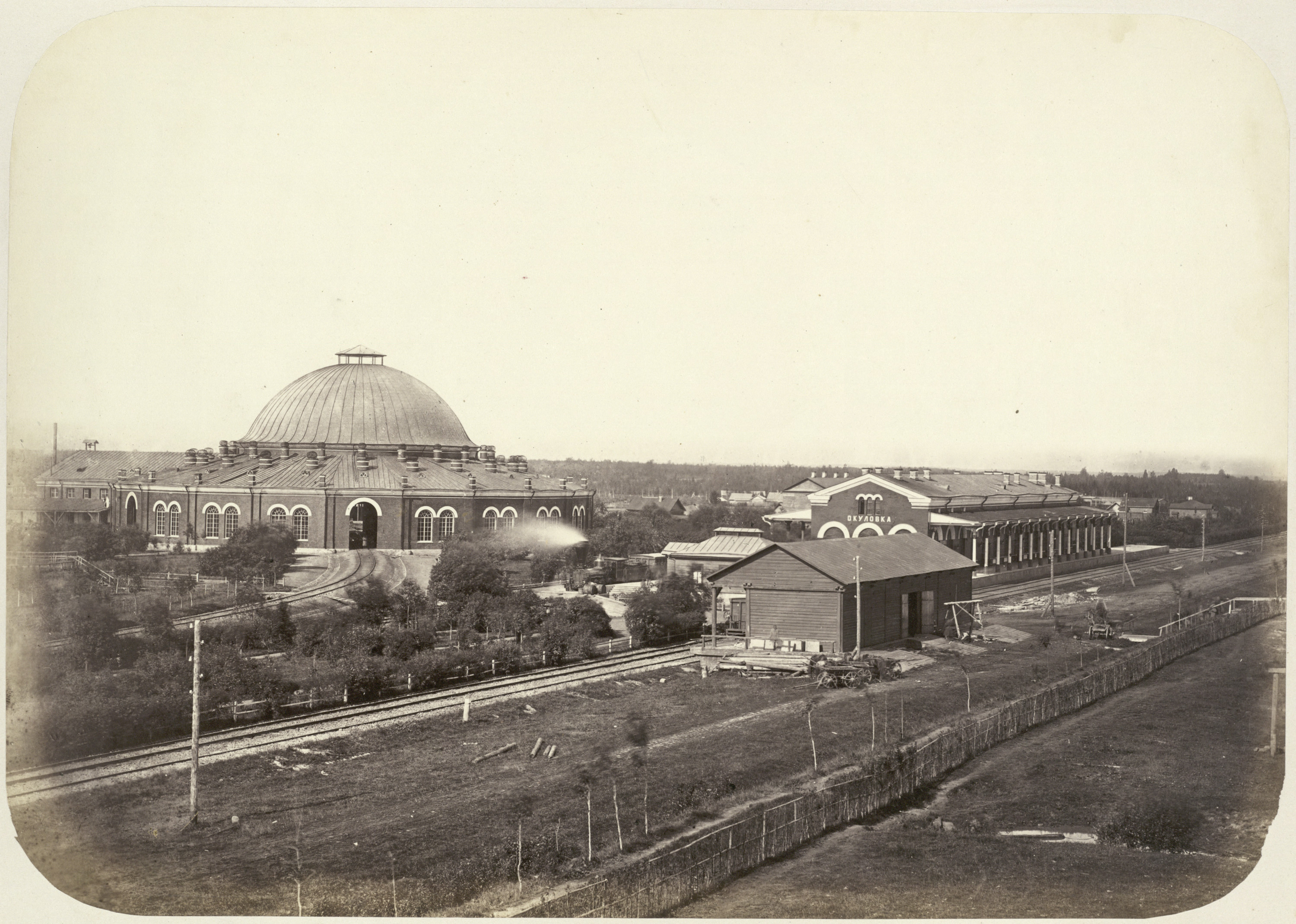
stacja i lokomotywownia w latach 60. XIX w.